# 45687 Pranverahyseni
45687 Pranverahyseni è un asteroide della fascia principale. Scoperto nel 2000, presenta un'orbita caratterizzata da un semiasse maggiore pari a 3,1804010 UA e da un'eccentricità di 0,1064931, inclinata di 16,31405° rispetto all'eclittica.